# استان بیاویستا
استان بیاویستا (به اسپانیایی: Provincia de Bellavista) یک منطقهٔ مسکونی در پرو است که در منطقه سن مارتین واقع شده‌است.
 استان بیاویستا ۸٬۰۵۰٫۹ کیلومتر مربع مساحت و ۵۵٬۰۳۳ نفر جمعیت دارد.